# Teatro Guararapes
O Teatro Guararapes Chico Science é um teatro da cidade de Olinda, localizado junto à capital do estado brasileiro de Pernambuco, Recife. Trata-se do segundo maior teatro do Brasil, após o Teatro Acadêmico da Academia Militar das Agulhas Negras. Faz parte do complexo do Centro de Convenções de Pernambuco (CECON-PE).

## Características
Localizado no Centro de Convenções de Pernambuco, o Teatro Guararapes dispõe de 2.405 lugares distribuídos entre plateia e balcão. Possui palco com 1.050 m², camarins, seis cabines de tradução simultânea além de foyer com 900 m².
No dia 3 de Fevereiro de 2022,  A Secretaria de Turismo de Pernambuco e a Empetur, no intuito de celebrar todo o legado de Chico Science, anunciam que o Teatro Guararapes passará a se chamar de Teatro Guararapes Chico Science. A homenagem se dá num ano também especial para o equipamento cultural: em 2022, ele completa 40 anos de atividades.